# Army of Puerto Rican Occupation Medal
La Army of Puerto Rican Occupation Medal (en français : Médaille d'occupation de Porto Rico de l'Armée) est une médaille de l'armée américaine (US Army) qui a été créée par ordre du département de la Guerre des États-Unis le 4 février 1919. 
Une récompense rétrospective créée des décennies après l'action commémorée, la médaille reconnaissait le service de l'armée du 14 août au 10 décembre 1898 à Porto Rico. La médaille d'occupation de l'armée portoricaine était de nature commémorative, mais son port était autorisé sur les uniformes militaires actifs. Une médaille similaire, la Army of Cuban Occupation Medal (médaille d'occupation de Cuba de l'Armée), a été créée pour le service d'occupation à Cuba après la guerre hispano-américaine. Les règles d'attributions de la Army of Cuban Occupation Medal a été réécrit pour inclure les règles d'attributions de la médaille d'occupation de la Army of Puerto Rican Occupation Medal..

## Historique
Le service à Porto Rico pendant la guerre hispano-américaine a été reconnu initialement par la Spanish Campaign Medal (médaille de campagne espagnole). Cette médaille reconnaissait le service entre le 24 juillet 1898 et le 13 août 1898, ainsi que les personnes embarquées sur des navires se dirigeant vers Porto Rico pendant la période spécifiée. La dernière date de reconnaissance étant le 13 août, certaines troupes n'ont reçu aucune médaille pour leur service à Porto Rico pendant la période suivant immédiatement la fin de la guerre hispano-américaine. Un manque similaire de reconnaissance pour le service à Cuba a été remédié par la création de la Army of Cuban Occupation Medal en 1915. Le 4 février 1919, l'ordre établissant la Army of Cuban Occupation Medal a été modifié pour ajouter des règlements et des critères pour l'attribution d'un insigne de service pour le temps passé à Porto Rico entre le 14 août et le 10 décembre 1898. Les règlements autorisaient l'attribution des médailles, aux frais du gouvernement, uniquement aux officiers et aux hommes enrôlés qui étaient encore en service actif le 28 juin 1915 ou après. Ceux qui avaient quitté le service pouvaient demander un certificat attestant de leur service auprès du ministère de la Guerre, puis acheter une médaille, au prix coûtant, après avoir fourni le certificat de preuve de service. Ce n'est qu'après une loi du Congrès en 1928 que le ministère de la Guerre a été autorisé à délivrer à tous les ayants droit, et à leurs proches, toutes les médailles auxquelles ils pouvaient avoir droit, y compris la Army of Puerto Rican Occupation Medal.

## Critères
La médaille reconnaissait les militaires qui avaient effectué un service d'occupation militaire à Porto Rico après la fin de la guerre hispano-américaine. Pour les militaires qui ont accompli des tâches pendant et après la guerre hispano-américaine, la médaille de campagne espagnole était également autorisée. Les dates de qualification pour la médaille de l'armée d'occupation portoricaine étaient du 14 août au 10 décembre 1898. La marine américaine (US Navy) et le corps des Marines des États-Unis n'avaient pas d'équivalent à la Army of Puerto Rican Occupation Meda.

## Apparence
La Army of Puerto Rican Occupation Meda est en bronze et mesure 31,75 mm de diamètre. Elle présente une finition mate oxydée en relief. L'avers de la médaille porte un château au centre avec deux petites tours rondes aux coins. Cet avers est également utilisé sur l'avers de la médaille de campagne d'Espagne. En haut, autour de l'extérieur de la médaille, on trouve l'inscription "ARMY OF OCCUPATION OF PORTO RICO" (ARMÉE D'OCCUPATION DE PORTO RICO) (le "Puerto Rico" du pays était orthographié selon les conventions de l'époque). La date 1898 apparaît dans le bas. À gauche de la date se trouve une branche de tabac, de l'autre côté, une tige de canne à sucre. Le revers représente un aigle écarté sur un trophée composé d'un canon, de six fusils, de quatre étendards, d'un bouclier indien, d'un carquois de flèches avec trois lances, d'une machette cubaine et d'un kris Sulu. Sous le trophée figurent les mots "FOR SERVICE". Le revers est circonscrit par les mots "UNITED STATES ARMY" dans la moitié supérieure et treize étoiles à cinq branches dans la moitié inférieure. Le ruban, d'une largeur de 34,925 mm, est bleu outremer. Sur les bords, on trouve des bandes d'un rouge ancien de 1,5875 mm de large. Au centre, une bande de 9,525 mm de rouge ancien bordée des deux côtés par des bandes de jaune d'or de 1,5875 mm.

## Source
- (en) Cet article est partiellement ou en totalité issu de l’article de Wikipédia en anglais intitulé « Army of Puerto Rican Occupation Medal » (voir la liste des auteurs).